# Campeonato Asiático de Futsal 2020
El Campeonato Asiático de Futsal de 2021 hubiera sido la 15.ª edición del Campeonato Asiático de Futsal, organizado por la Confederación Asiática de Fútbol (AFC). El torneo se llevaría a cabo en Turkmenistán pero después la sede sería cambiada a Kuwait, para finalmente ser cancelado.

## Participantes
En cursiva los equipos debutantes.
| Arabia Saudita | Indonesia  | Kuwait     | Tailandia    |
| Baréin         | Irán       | Líbano     | Turkmenistán |
| China          | Japón      | Omán       | Uzbekistán   |
| Corea del Sur  | Kirguistán | Tayikistán | Vietnam      |

### Sorteo
El sorteo final se realizó el 6 de diciembre de 2019, en el hotel Olympia en Asgabat. Los 16 equipos se dividieron en cuatro grupos de cuatro equipos.  Los equipos fueron sembrados de acuerdo a su desempeño en el torneo y clasificación final del Campeonato Asiático de Futsal de 2018, con el anfitrión Turkmenistán cabeza de serie automáticamente y asignado a la Posición A1 en el sorteo.
| Bombo 1                            | Bombo 2                         | Bombo 3                                   | Bombo 4                              |
| ---------------------------------- | ------------------------------- | ----------------------------------------- | ------------------------------------ |
| Turkmenistán Irán Japón Uzbekistán | Líbano Vietnam Baréin Tailandia | Kirguistán Tayikistán China Corea del Sur | Arabia Saudita Indonesia Kuwait Omán |

## Sedes
Original
| Asjabad           | Asjabad            | Asjabad | Asjabad |
| Main Indoor Arena | Martial Arts Arena |         | Asjabad |
| Capacidad: 15,000 | Capacidad: 5,000   |         | Asjabad |
|                   |                    |         | Asjabad |

Nueva
| Kuwait City                                 | Kuwait City |
| Shaikh Saad Al-Abdullah Sports Hall Complex | Kuwait City |
| Capacidad: 6,000                            | Kuwait City |
|                                             | Kuwait City |

## Fase de grupos

### Grupo A
| Equipo       | Pts | PJ | PG | PE | PP | GF | GC | Dif |
| ------------ | --- | -- | -- | -- | -- | -- | -- | --- |
| Turkmenistán | 0   | 0  | 0  | 0  | 0  | 0  | 0  | 0   |
| Vietnam      | 0   | 0  | 0  | 0  | 0  | 0  | 0  | 0   |
| Tayikistán   | 0   | 0  | 0  | 0  | 0  | 0  | 0  | 0   |
| Omán         | 0   | 0  | 0  | 0  | 0  | 0  | 0  | 0   |

### Grupo B
| Equipo     | Pts | PJ | PG | PE | PP | GF | GC | Dif |
| ---------- | --- | -- | -- | -- | -- | -- | -- | --- |
| Japón      | 0   | 0  | 0  | 0  | 0  | 0  | 0  | 0   |
| Líbano     | 0   | 0  | 0  | 0  | 0  | 0  | 0  | 0   |
| Kirguistán | 0   | 0  | 0  | 0  | 0  | 0  | 0  | 0   |
| Kuwait     | 0   | 0  | 0  | 0  | 0  | 0  | 0  | 0   |

### Grupo C
| Equipo     | Pts | PJ | PG | PE | PP | GF | GC | Dif |
| ---------- | --- | -- | -- | -- | -- | -- | -- | --- |
| Uzbekistán | 0   | 0  | 0  | 0  | 0  | 0  | 0  | 0   |
| Baréin     | 0   | 0  | 0  | 0  | 0  | 0  | 0  | 0   |
| China      | 0   | 0  | 0  | 0  | 0  | 0  | 0  | 0   |
| Indonesia  | 0   | 0  | 0  | 0  | 0  | 0  | 0  | 0   |

### Grupo D
| Equipo         | Pts | PJ | PG | PE | PP | GF | GC | Dif |
| -------------- | --- | -- | -- | -- | -- | -- | -- | --- |
| Irán           | 0   | 0  | 0  | 0  | 0  | 0  | 0  | 0   |
| Tailandia      | 0   | 0  | 0  | 0  | 0  | 0  | 0  | 0   |
| Corea del Sur  | 0   | 0  | 0  | 0  | 0  | 0  | 0  | 0   |
| Arabia Saudita | 0   | 0  | 0  | 0  | 0  | 0  | 0  | 0   |

### Cancelación y decisión de representantes
El Comité Ejecutivo de la AFC decidió combinar dos conjuntos de criterios: el primero toma como referencia los cinco mejores equipos de la edición más reciente del Campeonato de Futsal de la AFC (Chinese Taipei 2018), y el segundo aplica un sistema de puntos que calcula los cinco mejores equipos de la clasificación general de las últimas tres ediciones del Campeonato de Futsal de la AFC (es decir, ediciones de 2014, 2016 y 2018). Según los resultados de los Criterios 1 y 2, los tres mejores equipos recurrentes, República Islámica de Irán, Japón y Uzbekistán, serán los representantes de la AFC para el Mundial de Lituania, que se celebrará del 12 de septiembre al 3 de octubre próximo.
Además, se han confirmado los partidos de repesca para los equipos restantes para determinar así determinar las dos últimas plazas para Asia. Estos enfrentarán a Irak con Tailandia y a Vietnam con Líbano, disputándose los partidos de ida el 20 de mayo y la vuelta el 25 del mismo mes.

## Clasificados al Mundial de Lituania
Al finalizar el campeonato, las cinco selecciones mejor clasificadas clasifican al Mundial de Lituania, las cuales fueron las siguientes:
| Bandera de Uzbekistán | Bandera de Japón | Bandera de Irán | Bandera de Tailandia | Bandera de Vietnam |
| Uzbekistán            | Japón            | Irán            | Tailandia            | Vietnam            |